# Islamiska republiken Irans väpnade styrkor
Islamska republiken Irans väpnade styrkor (Persiska: نيروهای مسلح جمهوری اسلامی ايران) består av Islamiska republiken Irans armé, Islamiska republiken Irans flygvapen, Islamiska republiken Irans marin, Islamiska revolutionsgardet och Basij.